# Cerro Baúl
Pour les articles homonymes, voir Baul.
Cerro Baúl (espagnol : Cerro = colline et Baúl = coffre) est un site archéologique péruvien, datant de l'époque pré-inca situé au sommet d'un plateau d'accès difficile à 2 400 m d'altitude, à 12 km au nord de la ville de Moquegua.
Le site se trouve au milieu de la vallée de la rivière Torata, dans le district de Torata de la province de Mariscal Nieto, l'une des trois provinces du département de Moquegua au sud du Pérou.
C'était une enclave ou une colonie de la civilisation Huari (VIIIe au XIIe siècle) au milieu d'une région sous l'influence de Tiwanaku (Ve au XIe siècle).

## Toponyme
La colline sur le sommet aplatie de laquelle s'étendent les ruines préhispaniques est une formation géologique curieuse et imposante, qui domine le paysage Moqueguan. Son nom est dû au fait que son sommet semble coupé horizontalement et a une ressemblance remarquable avec un coffre, un meuble qui était autrefois très populaire dans tout le Pérou mais qui ne reste usité que dans certains secteurs des montagnes.

## Description
Les sommets du Cerro Baúl et du Cerro Mejia sont adjacents et situés dans la vallée de Moquegua qui était sous le contrôle des Huari. Cette civilisation a introduit au Pérou la technologie agricole consistant créer des terrasses au flanc des montagnes et à creuser de longs canaux à travers le pays pour les irriguer.

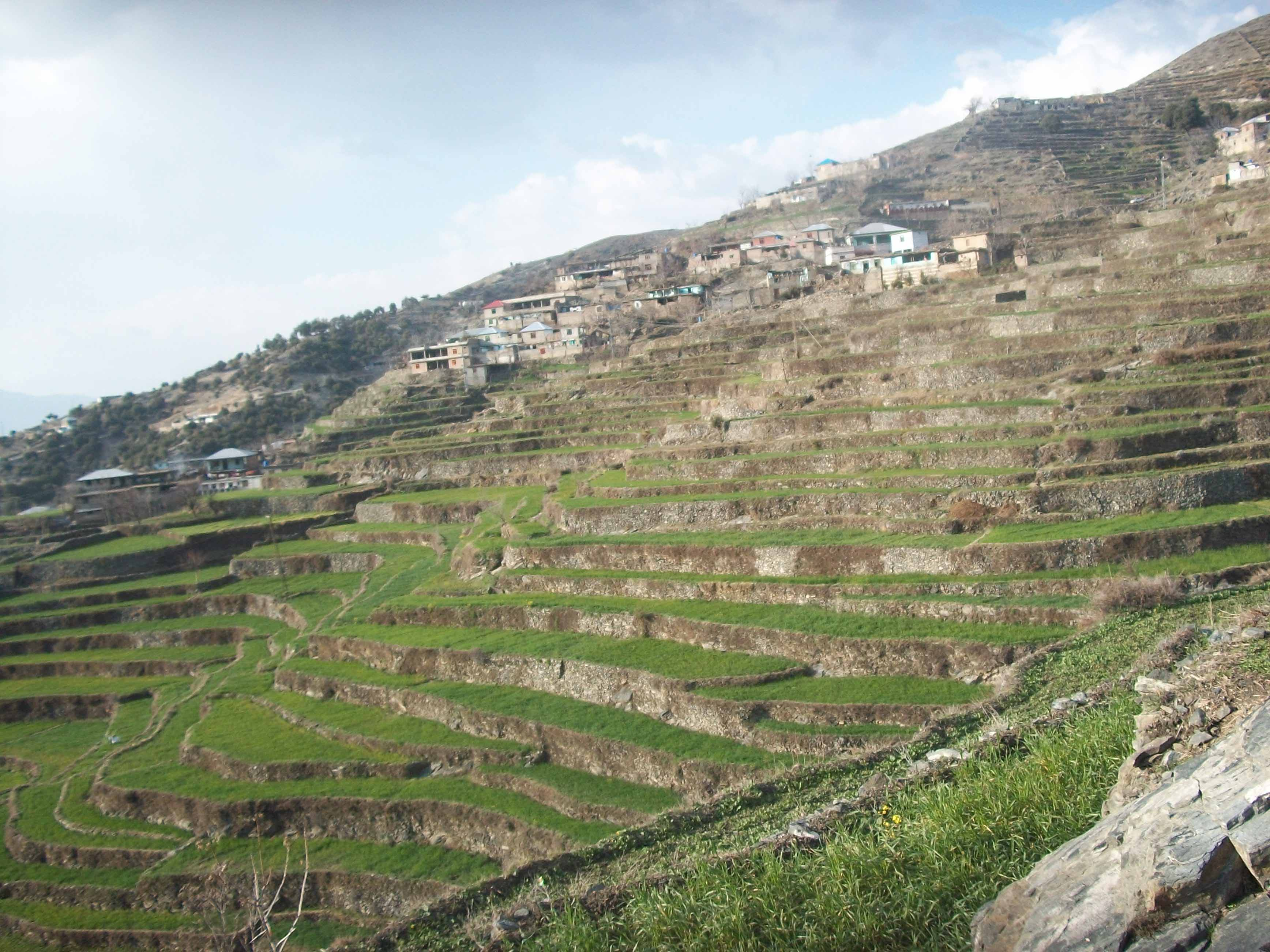
Cultures en terrasses.

Ils ont construit un canal de 10 km à partir de la rivière Torata pour amener l'eau aux terrasses qui flanquaient les deux collines pour les besoins des habitants du site et de leurs champs et jardins.
Le sommet du Cerro Baúl est couvert sur son côté sud-est par une citadelle en ruine d'environ 8 ha. Cette forteresse se prolonge par une série de places, de patios, de couloirs et de bâtiments d'un à deux étages. Les bâtiments ont un plan rectangulaire, quadrangulaire, circulaire ou en forme de D. Dans les alentours, il y a de grands puits profonds qui servaient probablement de greniers ou de citernes pour stocker l'eau. Partout il y a de grands moulins à foulon ou des meules, pesant chacun plus de 45 kg, ainsi que des pièces de poterie du plus pur style Tiahuanaco éparpillées sur le sol.
Cerro Baúl est une forteresse naturelle qui domine les vallées adjacentes. Le seul chemin jusqu'au sommet est raide et étroit. Il traverse un passage sinueux entre d'anciens murs de défense et des escarpements de pierre, d'où les troupes qui tentaient de le prendre d'assaut pouvaient être facilement repoussées.
Au sommet de la montagne, se trouvaient les espaces de vie publics et réservé à l'élite, ainsi que deux temples en forme de D dans le style Huari, sur les sections orientale et centrale du site.
Les archéologues considèrent que les pentes étaient occupées par les zones résidentielle et artisanale, alors que le secteur central semble être le noyau cérémoniel, tandis que le secteur ouest comprend les logements à deux étages de l'élite.  La forme architecturale des bâtiments dans la ville est celle la plus couramment utilisée par la civilisation Huari, qui est une habitation d'une seule pièce d'un étage, flanquée d'impressionnants murs de pierre.
Les constructions étaient des résidences de gouverneurs et de citoyens fortunés, des « bureaux » du gouvernement et des « brasseries », salles réservées aux libations (vraisemblablement de bière de maïs) lors des cérémonies officielles.

## Histoire

### Avant-poste politique et centre cérémoniel Huari

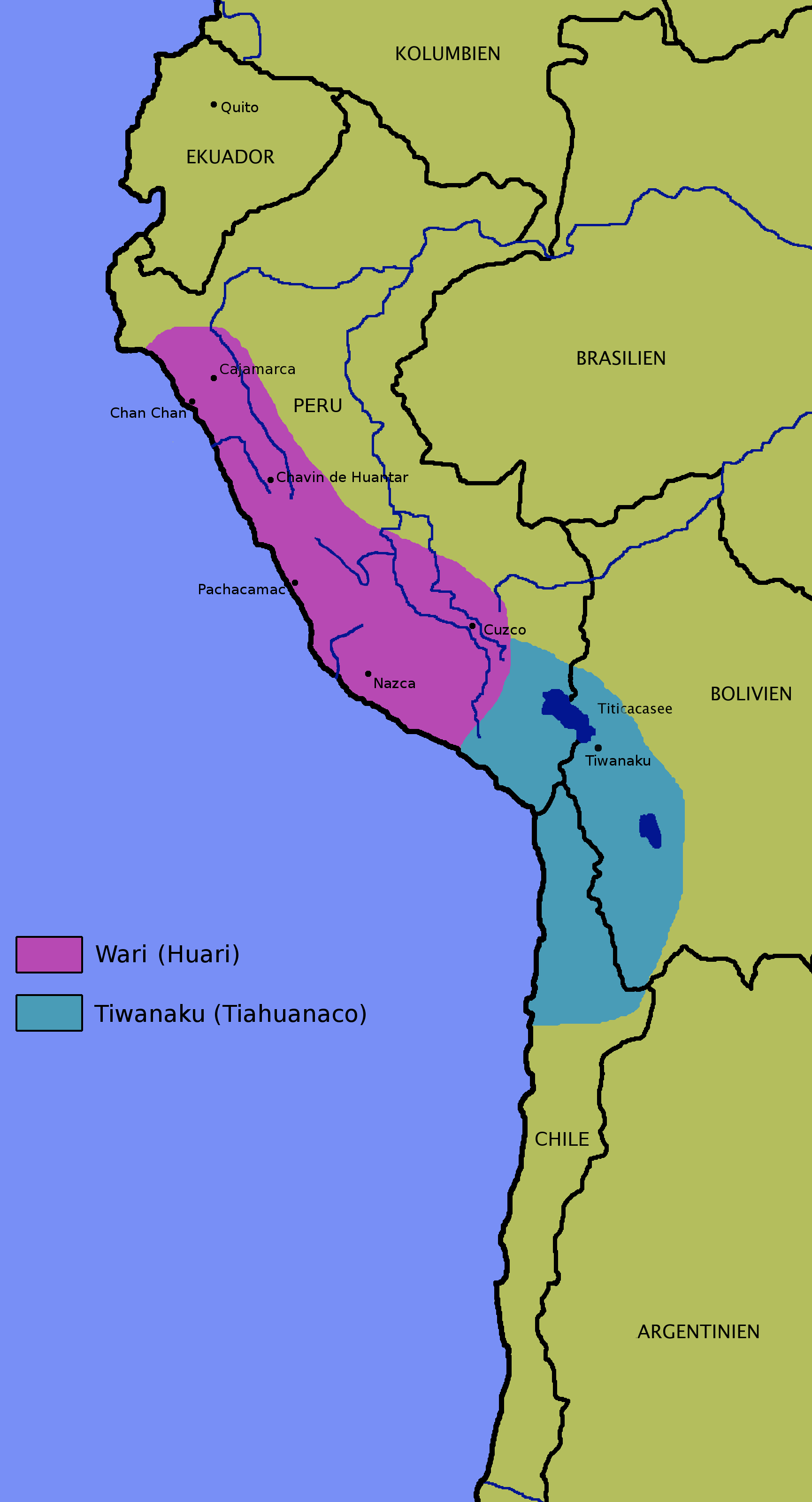
Carte de l'extension respective des civilisations Tiwanaku et Huari.

La civilisation Huari (500–1200) était l'une des nombreuses cultures andines, avant l'ascension des Incas, qui peut être qualifiée d'empire. Ce n'étaient pas seulement un réseau de cités-États isolées, car ils ont de fait exercé leur influence sur les groupes voisins (ou les ont soumis).
La zone d'influence Huari - uniquement péruvienne - se trouvait dans ce qui est maintenant les hauts plateaux du centre du Pérou et leur zone d'influence chevauchait celle d'une autre culture, la civilisation de Tiwanaku (400–1100) originaire des rives du lac Titicaca, mais qui s'étendait aussi sur la Bolivie et le Chili actuels. Ces populations venaient se ravitailler dans la région de Moquegua en ressources côtières ou cultivées dans la moyenne vallée, comme le maïs.
C'est dans ce contexte que les Huari, venant d'Ayacucho leur capitale, sont entrés dans le pays et ont pris militairement le contrôle de Cerro Baúl et du Cerro Mejia, comme en témoigne la découverte de nombreuses pointes de projectiles et d'éclats d'obsidienne, de rhyolite et de quartzite, similaires à ceux trouvés dans la ville de Huari. Ce pays était alors parsemé de villages sous l'influence de Tiwanaku et très peuplés.
Une partie de l'enceinte du Cerro Baúl date de 500 à 700, une époque où les Huari en ont fait une forteresse. Puis, en édifiant des terrasses et en irriguant ces zones, ils ont permis d'y maintenir leur population dans de bonnes conditions. Ils ont aussi réussi à rendre les populations de Tiwanaku des alentours, au moins partiellement, dépendantes de leur propre société, car l'eau ruisselant des montagnes passait par un canal construit et entretenu par les Huari avant d'atteindre les champs de Tiwanaku.
Pendant plusieurs siècles, Cerro Baúl a dominé cette frontière entre les empires Huari et Tiwanaku. La vallée de Moquegua, dominée par Cerro Baúl, était donc le seul endroit où les deux États vivaient côte à côte. La relation, cependant, semble avoir été une interaction positive entre les deux peuples, comme on le voit dans un récipient à boire de style Tiwanaku, utilisé dans les cérémonies, qui figurait parmi les offrandes cérémonielles les plus sacrées des Huari trouvées sur le site.
Cette enclave huari régionale ancrée dans le Cerro Baúl aurait surtout été utilisée pour exploiter les gisements miniers de la région, ainsi que pour s'approvisionner en produits agricoles d'intérêt cérémoniel, comme le maïs par exemple. Les nombreux moulins à foulon (moulins à pierre) trouvés à Cerro Baúl auraient été utilisés pour préparer des aliments ou pour broyer du cuivre. De la turquoise et du lapis-lazuli ont également été trouvés. Tout cela indiquerait que cette enclave, bien défendue militairement, avait entre autres fonctions, celle de servir au stockage préalable et temporaire de ces matières premières avant d'être transportées vers Ayacucho  la métropole Huari.
Avec la disparition des civilisations Huari et Tiwanaku vers 1200, les peuples Chiribaya ont vécu dans la région jusqu'à ce qu'ils soient conquis ou colonisés par les Incas.

### Siège et conquête inca
Ce que nous savons du siège inca vient du chroniqueur métis Garcilaso de la Vega (1539-1616) et a été conforté par des fouilles du Programa Contisuyo.
Les Huari encerclés ont été assiégés dans leur ville par l'armée inca pendant 54 jours. Privés d'eau et de nourriture et désespérés, ils ont envoyé leurs enfants chez les Incas dans l'espoir d'avoir grâce. Les Incas auraient reçu les enfants avec gentillesse, les auraient nourris et les auraient renvoyés dans les montagnes avec des fournitures pour leur peuple. L'évacuation finale de l'enclave centrale a été accompagnée de cérémonies élaborées avec brassage de boissons, libations, festins, puis incendie des bâtiments, peut-être par les Huari eux-mêmes. Il existe des preuves de dommages qui ont été interprétés comme une destruction limitée mais délibérée, par les propres habitants de la ville, de plusieurs bâtiments avant que la colline ne soit évacuée.
Les archéologues ont, en effet, trouvé des vestiges qui indiqueraient que la forteresse a été définitivement abandonnée après un incendie. On spécule si ce sinistre fut celui qui mit fin à la résistance de ses habitants. Cerro Baúl serait alors une sorte de Massada américaine, faisant allusion au dernier bastion de résistance des Juifs lors de la Grande Révolte contre Rome au Ier siècle.
Compte tenu de l'immensité de leur territoire, la résistance aux Incas a sans doute perduré dans la région, mais - selon la tradition - ce qui restait des Huari se seraient rendus inconditionnellement et définitivement à l'Inca Mayta Cápac vers 1475.

### Aujourd'hui
Après la retraite des Huari, la place a été occupée par les villageois des alentours et a probablement continué à être utilisée comme fort.
À l'heure actuelle, Cerro Baúl est un lieu de culte pour les Moqueguanos, habitants de la ville de Moquegua fondée en 1541 par les colons espagnols au sud du Pérou, située dans la région éponyme, dont elle est la capitale. Ils viennent faire des offrandes aux divinités andines sous forme de feuille de coca, de bougies et de chicha, entre autres. Les fidèles qui souhaitent, par exemple, acquérir une maison, on coutume d'apporter au sommet du Cerro Baúl une maquette de l'objet, afin que les dieux exaucent leur souhait.  Les touristes viennent également nombreux sur le site.

## L'Association Contisuyo

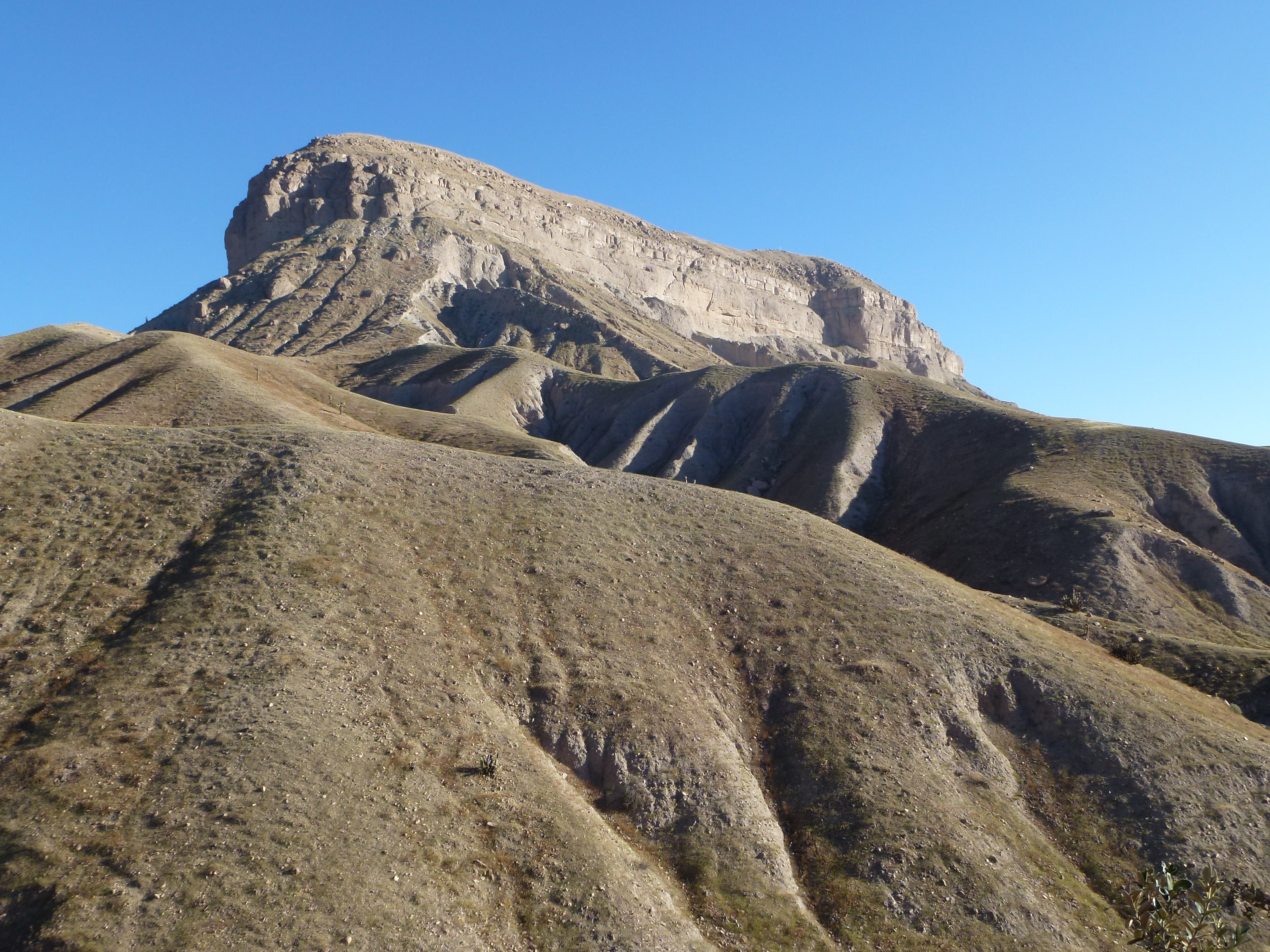
Cerro Baúl.

Asociación Contisuyo (en Quechua: Kunti Suyu), est un groupement de chercheurs péruviens et américains intéressés par la cartographie et la fouille du Cerro Baúl. Fondé en 1981, par Robert Pritzker, Robert Feldman et Michael Moseley, alors du Musée Field, ceux-ci ont combiné leurs ressources avec la Southern Copper Corporation pour poursuivre leurs recherches au Cerro Baúl.
Ces explorations et études archéologiques ont été menées plus complètement à partir des années 1990 dans le cadre d'un programme, parrainé par la société minière nord-américaine Southern Peru, exploitant de la mine de cuivre Cuajone à proximité, et qui impliquait également l'Institut national de la culture du Pérou.
Initialement, le projet s'est concentré sur l'exploration de la région, pour découvrir et enregistrer les sites archéologiques. Plus de 500 ont été dénombrés. Ensuite, les chercheurs, avec le renfort de Donna Nash, Patrick Ryan Williams, Johny Isla et Nicola Sharratt, se sont concentrés sur l'exploration et l'étude de ce qui est sans aucun doute le plus important de tous ces sites: Cerro Baúl. En 1994, le 9 septembre, le musée Constisuyo a été inauguré à Moquegua.
Avant les premières fouilles, on croyait que la civilisation Huari avait obtenu le contrôle de la zone après Tiwanaku. Les artéfacts trouvés par l'association, tels que le Qero (une coupe de cérémonie), de style hybride des Huari et des Tiwanaku, ont permis de prouver qu'ils avaient en fait occupés la zone simultanément.
On pense que les deux civilisations ont cohabité de manière plutôt pacifique, car il n'y a aucune preuve d'armes de guerre sur la période entre 600 et 1020 environ.
Les scientifiques, se fondant sur les annales du chroniqueur hispano-inca Garcilaso de la Vega et deux saisons de fouilles, ont pu trouver des preuves du siège inca ultérieur et de la prise finale de la forteresse Huari.

### Bibliographie

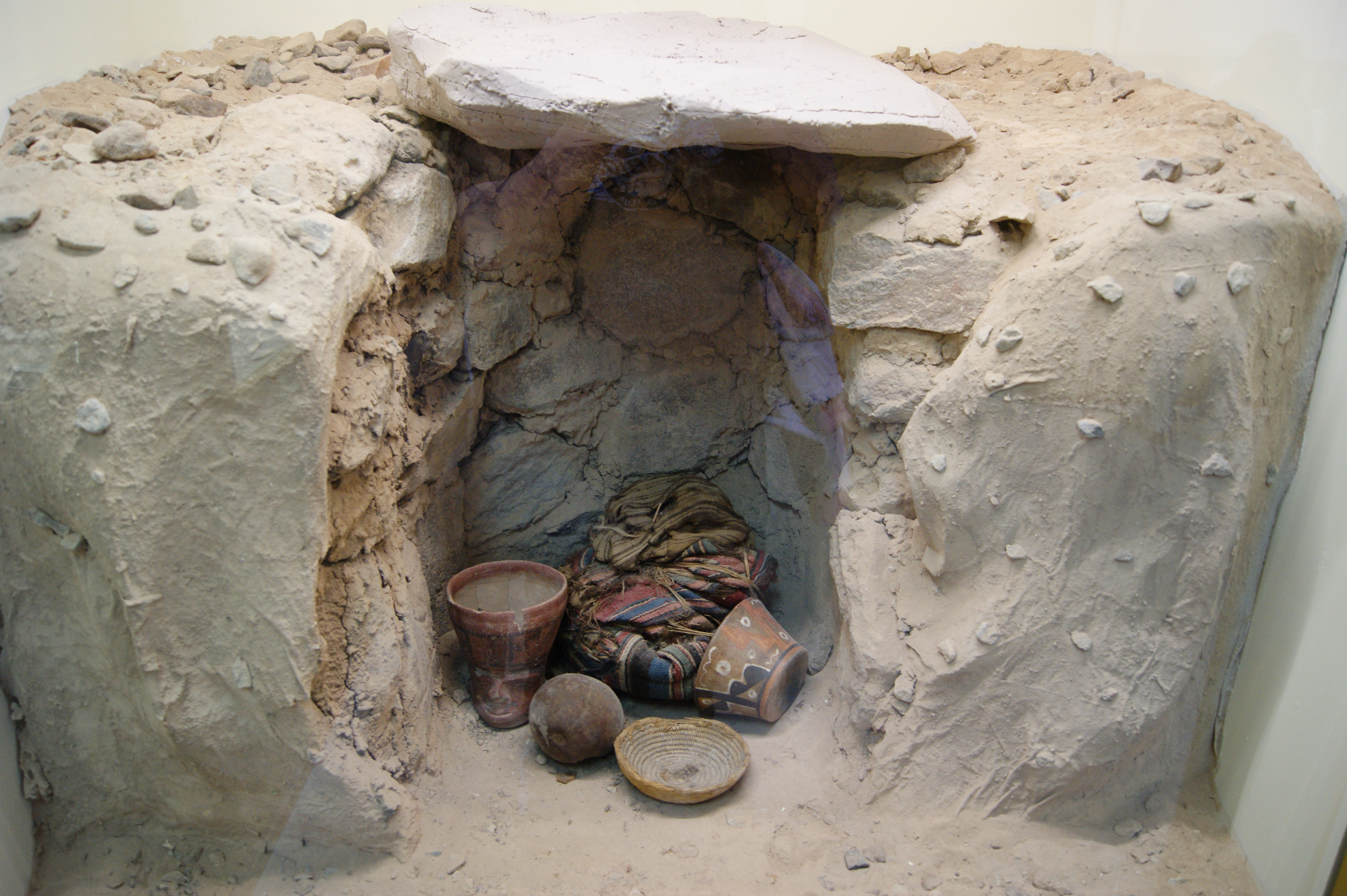
Modèle d'une tombe - Musée Contisuyo - Moquegua.